# Puente Internacional Atanasio Girardot
El Puente Internacional Atanasio Girardot, anteriormente Puente Internacional de Tienditas, es un puente vehicular y peatonal que conecta el departamento de Norte de Santander (Colombia) con el estado Táchira (Venezuela). Está ubicado a poco más de 10 kilómetros al norte del Puente Internacional Simón Bolívar. El 1 de enero de 2023 con presencia de autoridades tanto de Colombia como de Venezuela se realizó la inauguración y puesta en funcionamiento del mismo. Fue llamado así en honor al prócer colombiano Atanasio Girardot .

## Historia
Su piedra fundacional fue colocada el 24 de enero de 2014 y se proyectó para estar terminado en un período no mayor a 20 meses. Los costos fueron estimados en 32 millones de dólares y asumidos a partes iguales por los gobiernos de Nicolás Maduro (Venezuela) y Juan Manuel Santos (Colombia). Está ubicado entre Ureña y Cúcuta y comunicará el sector de Villa Silvania en Colombia con el caserío Las Tienditas, en Venezuela.

## Estructura
Se trata del quinto puente internacional en la frontera entre ambos países; en realidad está conformado por 3 puentes paralelos construidos sobre el río Táchira, dos vehiculares con 3 carriles por sentido y un puente peatonal de unos 10 metros de ancho de calzada, todos con longitud de 280,10 metros. Tiene la particularidad de que es el primero en construirse en Venezuela por dovelas, con el sistema de carros de avance. El proyecto además previó dos puestos de control a cada lado del puente denominados por igual Centro Nacional de Fronteras (CENAF).

## Operatividad
Fue concluido a principios de 2016, pero debido a la crisis entre Colombia y Venezuela de 2015 y el cierre fronterizo de Venezuela el puente no fue abierto oficialmente. En 2019, el gobierno de Nicolás Maduro bloqueó el puente con contenedores de carga para evitar el ingreso de ayuda humanitaria a Venezuela. El 15 de diciembre de 2022 el gobierno de Venezuela inició el retiro de los contenedores que bloqueaban el paso y el gobernador del estado Táchira, Freddy Bernal, junto con el anuncio del presidente de Venezuela, Nicolás Maduro, sobre la apertura total de la frontera para permitir el paso vehicular libre, anunció que el 1° de enero de 2023 estaría abierto. En un acto protocolar con autoridades de ambos países, se reanudó el paso de vehículos particulares, quedando pendientes aún el transporte público.